# معامیر

المعامیر (به عربی: معامیر) یک منطقهٔ مسکونی در بحرین است.